# Tiefenbach, Passau
Tiefenbach là một đô thị ở huyện Passau bang Bayern thuộc nước Đức.